# Empty Room
"Empty Room" skriven av Bobby Ljunggren och Aleena Gibson. Låten är producerad av Jörgen Ingeström och mixad av Bo Reimer. Det är en balladlåt om sorg, saknad och olycklig kärlek, framförd av Sanna Nielsen i Melodifestivalen 2008. Med Empty Room gjorde Sanna Nielsen engelskspråkig debut i Melodifestivalen.
Bidraget tog sig direkt vidare från deltävlingen i Västerås den 16 februari 2008 till den slutliga finalen i Globen den 15 mars 2008. I finalen slutade melodin på andra plats med totalt 206 poäng, och fick telefonröstarnas högsta poäng på 132 röster. Låten låg trea efter jurygruppernas röster, från vilka den fick 74 poäng.
Sångtextens jag-person sjunger om att den mister en älskad person, och beskriver sina känslor som ett tomt rum, men sjunger sedan att denne försöker gå vidare i sitt liv.
Låten röstades fram som vinnare i OGAE Second Chance Contest 2008.

## Hitlåt
Låten blev en stor hit i Sverige, både i SR P4 och på reklamstationerna.
Melodin testades på Svensktoppen, där den gick in den 20 april 2008 och direkt nådde förstaplatsen , för att sedan ligga på listan i 45 veckor innan den hördes där för sista gången den 22 februari 2009 .
Med 17 405 poäng toppade den även listan över årets svensktoppsmelodier 2008
.
Melodin testades också på Trackslistan, där den låg i fyra veckor under perioden 29 mars-20 april 2008 med placeringarna 4-5-14-18. Med låten gjorde hon debut på Trackslistan. Låten blev nummer 67 på Trackslistans årslista för 2008.
En video till låten gjordes också.
I Allsång på Skansen den 1 juli 2008 framförde Sanna Nielsen en annan version av låten, till akustisk gitarr.

## Singeln
Singeln "Empty Room" släpptes den 12 mars 2008. Den nådde som högst andra plats på den svenska singellistan.

### Låtlista
1. Empty Room (radioversion)
2. Empty Room (singbackversion)

### Listplaceringar
| Lista (2008) | Topplacering |
| ------------ | ------------ |
| Sverige      | 2            |

### Fotnoter
1. ↑  Svensktoppen - 20 april 2008
2. ↑  Svensktoppen - 22 februari 2009
3. ↑  Svensktoppen - Årets svensktoppsmelodier 2008 Arkiverad 1 september 2009 hämtat från the Wayback Machine.
4. ↑  ”Tracks hits 2008 - Melodier topp 100”. Sveriges Radio. 27 december 2008. Arkiverad från originalet den 19 februari 2009. https://web.archive.org/web/20090219170411/http://www.sr.se/p3/tracks/a08melodi.stm. Läst 27 december 2008.
5. ↑  Listplacering